# Trophée Le Mat
Le trophée Le Mat également appelé Le Mat est le trophée remis à la fin de la saison élite de hockey sur glace, l'Elitserien, au champion de Suède de hockey sur glace.
Le trophée Le Mat est le plus ancien trophée remis à une équipe de sport en Suède. Le trophée a été donné par l'initiateur du hockey dans le pays, Raoul Le Mat, et par la société Metro-Goldwyn-Mayer en 1926. Depuis le trophée a changé d'aspect avec désormais un couvercle rehaussé de deux crosses de hockey croisées ainsi qu'une base en feuille de chêne.
La coupe utilisée aujourd'hui est une réplique du trophée original dérobé au cours des années 1950. La réplique a été réalisée par Juvelerare Markström juste après le vol.

## Palmarès
| - 1926 - Djurgårdens IF - 1927 - IK Göta - 1928 - IK Göta - 1929 - IK Göta - 1930 - IK Göta - 1931 - Södertälje SK - 1932 - Hammarby IF - 1933 - Hammarby IF - 1934 - AIK - 1935 - AIK - 1936 - Hammarby IF - 1937 - Hammarby IF - 1938 - AIK - 1939 - Non disputé - 1940 - IK Göta - 1941 - Södertälje SK - 1942 - Hammarby IF - 1943 - Hammarby IF - 1944 - Södertälje SK - 1945 - Hammarby IF - 1946 - AIK - 1947 - AIK - 1948 - IK Göta - 1949 - Non disputé - 1950 - Djurgårdens IF - 1951 - Hammarby IF - 1952 - Non disputé | - 1953 - Södertälje SK - 1954 - Djurgårdens IF - 1955 - Djurgårdens IF - 1956 - Södertälje SK - 1957 - Gävle Godtemplares IK - 1958 - Djurgårdens IF - 1959 - Djurgårdens IF - 1960 - Djurgårdens IF - 1961 - Djurgårdens IF - 1962 - Djurgårdens IF - 1963 - Djurgårdens IF - 1964 - Brynäs IF - 1965 - Västra Frölunda IF - 1966 - Brynäs IF - 1967 - Brynäs IF - 1968 - Brynäs IF - 1969 - Leksands IF - 1970 - Brynäs IF - 1971 - Brynäs IF - 1972 - Brynäs IF - 1973 - Leksands IF - 1974 - Leksands IF - 1975 - Leksands IF - 1976 - Brynäs IF - 1977 - Brynäs IF - 1978 - Skellefteå AIK - 1979 - MoDo AIK | - 1980 - Brynäs IF - 1981 - Färjestads BK - 1982 - AIK - 1983 - Djurgårdens IF - 1984 - AIK - 1985 - Södertälje SK - 1986 - Färjestads BK - 1987 - IF Björklöven - 1988 - Färjestads BK - 1989 - Djurgårdens IF - 1990 - Djurgårdens IF - 1991 - Djurgårdens IF - 1992 - Malmö IF - 1993 - Brynäs IF - 1994 - Malmö IF - 1995 - HV 71 - 1996 - Luleå HF - 1997 - Färjestads BK - 1998 - Färjestads BK - 1999 - Brynäs IF - 2000 - Djurgårdens IF - 2001 - Djurgårdens IF - 2002 - Färjestads BK - 2003 - Västra Frölunda HC - 2004 - HV 71 - 2005 - Frölunda HC - 2006 - Färjestads BK | - 2007 - MODO hockey - 2008 - HV 71 - 2009 - Färjestads BK - 2010 - HV 71 - 2011 - Färjestads BK - 2012 - Brynäs IF - 2013 - Skellefteå AIK - 2014 - Skellefteå AIK - 2015 - Växjö Lakers HC - 2016 - Frölunda HC - 2017 - HV 71 - 2018 - Växjö Lakers HC - 2019 - Frölunda HC - 2020 - non décerné - 2021 - Växjö Lakers HC - 2022 - Färjestads BK |